# NGC 4733
NGC 4733 (другие обозначения — UGC 7997, MCG 2-33-28, ZWG 71.54, VCC 2087, PGC 43516) — эллиптическая галактика (E) в созвездии Девы.
Фотометрическая и кинематическая оценки положения её оси вращения в пространстве различаются на 43°. Её вращение происходит неправильным образом и с малой скоростью. 
Этот объект входит в число перечисленных в оригинальной редакции «Нового общего каталога».